# Al-Ahsa
Al-Ahsa (arab. ‏الْأَحْسَاء‎) – oaza znajdująca się we wschodniej części Arabii Saudyjskiej, w Prowincji Wschodniej, w muhafazie Al-Ahsa, niedaleko wybrzeża Zatoki Perskiej.
Oaza Al-Ahsa stanowi seryjne dobro kultury wpisane na listę światowego dziedzictwa UNESCO 29 czerwca 2018 roku podczas odbywającej się w Manamie 42. sesji Komitetu Światowego Dziedzictwa. Obszar oazy składa się z dwunastu elementów obejmujących m.in. ogrody, kanały, źródła i studnie oraz zabytkowe budynki i stanowiska archeologiczne o łącznej powierzchni 8544 ha (strefa buforowa 21 556 ha), dzięki czemu teren ten figuruje w Księdze rekordów Guinnessa jako największa oaza na świecie.

## Charakterystyka

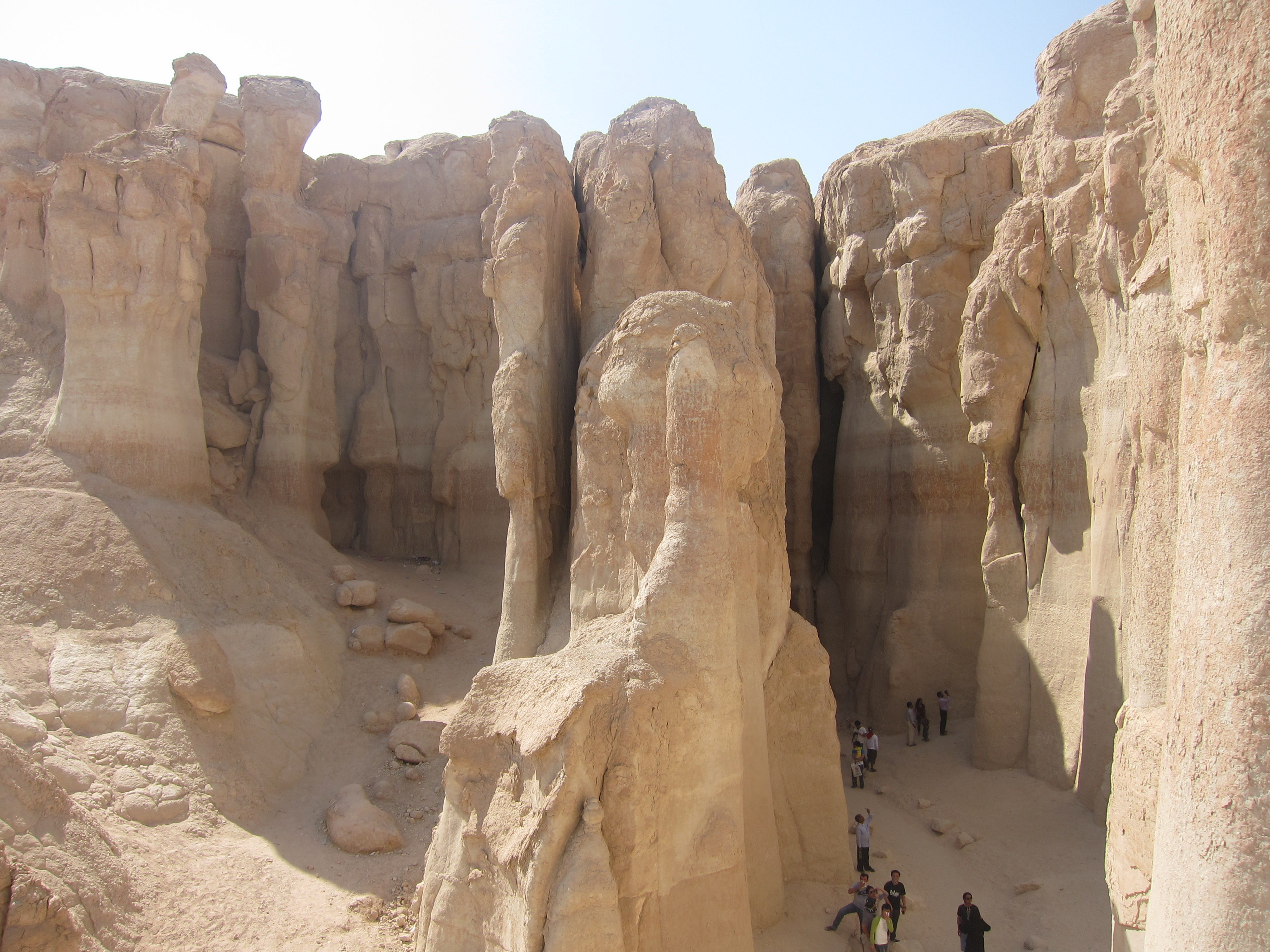
Formacja skalna Dżabal al-Kara z licznymi jaskiniami (2012)

Ciągłe osadnictwo na terenie oazy Al-Ahsa sięga już neolitu, czego dowodem są liczne zabytki archeologiczne, pozostałości fortec, meczetów i targowisk (suków), pochodzące z różnych okresów zabudowania, a przede wszystkim elementy związane z gospodarowaniem zasobami wodnymi na tym obszarze, takie jak studnie czy sieć kanałów. Bogate zwierciadło wód podziemnych występujące w tej okolicy umożliwiło rozwój ogromnej oazy porastanej przez nawet 2,5 miliona palm daktylowych, co czyni Al-Ahsę największą oazą na świecie.
Krajobraz oazy przedstawia różne fazy jej ewolucji oraz wzajemne oddziaływanie dziedzictwa naturalnego i kulturowego. Krajobraz kulturowy tworzą różnorodne strefy obejmujące ogrody, jaskinie, góry, wioski, meczety i źródła, stanowiska archeologiczne, a także niewielka część historycznego centrum miasta Al-Hufuf z zabytkami wskazującymi na rolę handlową oazy na przestrzeni wieków.
Do lat 60. XX wieku, przed wprowadzeniem masowej uprawy daktylowców, oaza była największym producentem daktyli na świecie, współcześnie owoce te nadal są jej głównym produktem rolnym. Al-Ahsa do dziś pozostaje największym obszarem rolniczym na Półwyspie Arabskim oraz środowiskiem pracy i życia dla jego mieszkańców, które rozwinęło się w bezpośredniej ciągłości ze swoją historią. Obecnie oaza ma charakter wielkiego, zamieszkiwanego przez kilkaset tysięcy osób, zespołu miejskiego obejmującego Al-Hufuf i Al-Mubarraz.

## Obiekty składowe wpisu
Wpis na listę światowego dziedzictwa UNESCO o nazwie Oaza Al-Ahsa, przeobrażający się krajobraz kulturowy obejmuje następujące części składowe:
| Nr identyfikacyjny | Nazwa (nazwa w jęz. arabskim)                               | Opis | Obszar (w ha) | Strefa buforowa (w ha) |
| ------------------ | ----------------------------------------------------------- | --- | ------------- | ---------------------- |
| 1563-001           | Oaza Wschodnia (الواحة الشرقية)                             | Obszar o nieregularnym kształcie o wymiarach 9 × 12 km, obejmujący gęste gaje palmowe i ogrody, ograniczony siecią kanałów nawadniających. W jego północno-wschodniej części znajduje się masyw Dżabal al-Kara z licznymi jaskiniami.                                       | 3885          | 5825                   |
| 1563-002           | Oaza Północna (الواحة الشمالية)                             | Obejmuje plantacje palm daktylowych poprzecinane kanałami melioracyjnymi. | 2010          | 5825                   |
| 1563-003           | As-Sif (السِيف)                                              | Obszar obejmujący gęste gaje palmowe, od wschodu ograniczony historycznym cmentarzem w mieście Al-Hufuf. | 108           | 226,7                  |
| 1563-004           | Kasr Ibrahim (قصر إبراهيم)                                  | Część obejmująca historyczny kompleks Kasr Ibrahim z czasów rządów osmańskich na terenie Arabii Saudyjskiej, zlokalizowany w centrum Al-Hufuf. Strefa obejmuje pas terenu położony poza historycznymi murami obronnymi, a w jej centrum znajduje się dziedziniec kompleksu. | 1,97          | 226,7                  |
| 1563-005           | Suk Al-Kajsarijja (سوق القيصرية)                            | Obszar obejmuje tradycyjne arabskie targowisko (suk) Al-Kajsarijja stanowiące główny element tkanki miejskiej Al-Hufuf. Rozciąga się na długość ok. 250 m na osi północ-południe wzdłuż Drogi Króla Abd al-Aziza – głównej arterii komunikacyjnej miasta.                   | 0,93          | 226,7                  |
| 1563-006           | Kasr Chuzam (قصر خزام)                                      | Strefa poświęcona ochronie historycznego fortu Kasr Chuzam, pierwotnie położonego na południowy zachód od murów Al-Hufuf, obecnie wbudowanego w nowoczesną zabudowę miasta.                                                                                                 | 0,67          | 226,7                  |
| 1563-007           | Kasr Sahud (قصر صاهود)                                      | Obszar obejmujący twierdzę Kasr Sahud w Al-Mubarraz, pierwotnie zlokalizowaną poza zachodnimi murami miasta, wraz z wąskim pasem ziemi wokół jej murów. | 1,2           | 14,8                   |
| 1563-008           | Stanowisko archeologiczne Dżawasa (موقع جواثا الأثري)       | Na obszarze zachowały się pozostałości starożytnych systemów nawadniających i kanałów prowadzących z pobliskich źródeł. Znaleziono tutaj również liczną ceramikę – najstarsza pochodzi z ok. 5000 p.n.e.                                                                    | 284           | 4462                   |
| 1563-009           | Meczet Dżawasa (مسجد جواثا)                                 | Część obejmująca meczet Dżawasa wybudowany w 1436 roku i otaczający go mur. Budynek zachował pozostałości arkad tworzących ceglaną kolumnadę oraz zewnętrzny dziedziniec, które zostały odrestaurowane.                                                                     | 0,08          | 4462                   |
| 1563-010           | Wioska Al-Ujun (قرية العيون)                                | Obszar składający się z tradycyjnej wioski Al-Ujun oraz gajów palmowych Al-Ujun. Jest to najbardziej na północ wysunięta część oazy Al-Ahsa. | 63,35         | 191                    |
| 1563-011           | Stanowisko archeologiczne Ajn Kannas (موقع عين قناص الأثري) | Obszar znajdujący się w północnej części oazy mający postać owalnego kopca o średnicy maksymalnej wynoszącej ok. 250 m u podstawy i wysokości ok. 3 m ponad otaczający teren.                                                                                               | 18,8          | 56,5                   |
| 1563-012           | Jezioro Al-Asfar (بحيرة الأصفر)                             | Strefa obejmująca jezioro Al-Asfar, które gromadzi wodę z oazy i chroni jej unikatowy naturalny ekosystem. | 2170          | 10 760                 |
| Suma:              | Suma:                                                       | Suma: | 8544          | 21 556                 |